# Jinsha (stanowisko archeologiczne)

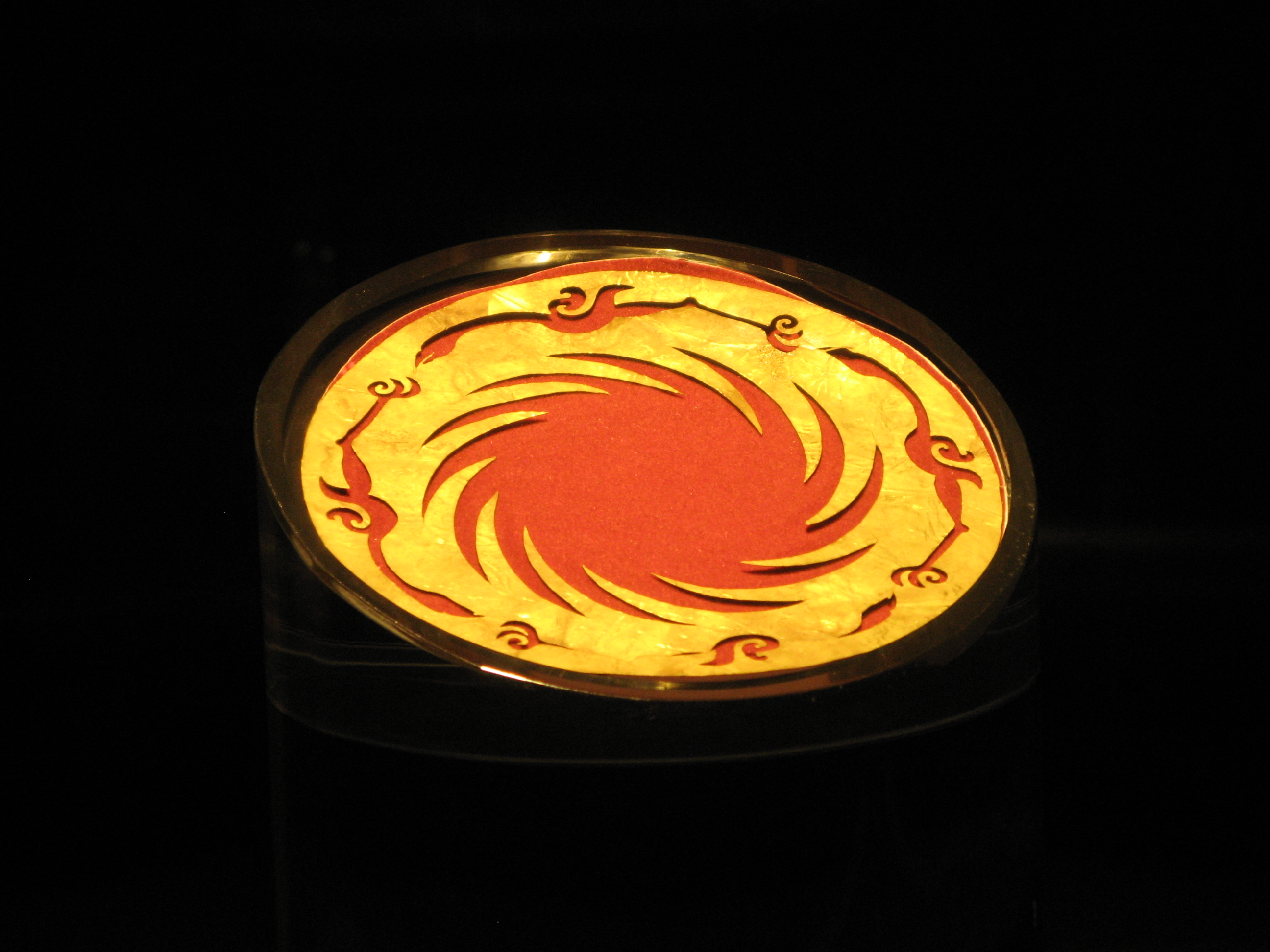
Złota patera przedstawiająca Słońce i nektarniki

Jinsha (chiń. 金沙; pinyin Jīnshā) – stanowisko archeologiczne w Chengdu, w prowincji Syczuan, w Chinach. Położone jest nad rzeką Modi. Zostało przypadkowo odkryte w 2001 roku. Składają się na nie pozostałości miasta istniejącego na przestrzeni lat 1200-500 p.n.e. W 2006 roku na miejscu stanowiska otwarto muzeum.

## Historia
8 lutego 2001 roku podczas trwania prac budowlanych, robotnicy wykopali z ziemi liczące 3 tysiące lat przedmioty ze złota, brązu, nefrytu i kości słoniowej. Po przeprowadzeniu ekspertyzy archeologicznej stwierdzono odkrycie ok. 1400 przedmiotów podobnych do tych, które znaleziono wcześniej na stanowisku Sanxingdui. Zdecydowano się na przeprowadzenie szerzej zakrojonych badań w okolicy. Badania te przeprowadzono na obszarze o powierzchni przeszło 100 000 km². W ich wyniku odkryto kolejne 3 tysiące artefaktów. Następnie rozpoczęto przygotowania do budowy w tym miejscu muzeum. Zostało ono otwarte w 2006 roku.

## Odkrycia
Obszar prac archeologicznych został podzielony na cztery strefy: pałacową, budynków mieszkalnych, cmentarzy i składania ofiar. W skład pierwszej ze stref wchodzi pięć budynków o łącznej powierzchni przekraczającej 2000m². Do obecnych czasów przetrwały tylko ich fundamenty. Budowle te zostały wzniesione z drewna i bambusa. Przypuszcza się, że były kryte strzechą. Wokół strefy pałacowej odnaleziono wiele pozostałości po mniejszych budynkach mieszkalnych o tej samej konstrukcji. W strefie cmentarzy odkryto około tysiąca grobów. Wszystkie szczątki ludzkie były ułożone twarzą do góry, z rękami ułożonymi na piersiach. W części spośród grobów znaleziono także przedmioty z ceramiki i kamienia. Strefa składania ofiar znajduje się na wschodnim krańcu stanowiska i była wykorzystywana na przestrzeni ok. 500 lat, począwszy od XII do VII wieku p.n.e.
Na obszarze stanowiska odkryto 200 złotych przedmiotów, w tym około 30 złotych masek i pasów oraz złota patera przedstawiająca cztery nektarniki krążące wokół Słońca. Wśród około 2000 wyrobów z nefrytu znajduje się między innymi wysoki na 22 centymetry cong, odznaczający się szmaragdowym kolorem, a także kilka bogato zdobionych sztyletów. W Jinsha odkryto także około 170 kamiennych figurek przedstawiających między innymi ludzi, tygrysy, węże, żółwie i niedźwiedzie.

## Muzeum
Otwarte w 2006 roku muzeum podzielone jest na cztery części. Pierwszą z nich stanowi hala o powierzchni 7600m², wzniesiona nad obszarem wykopalisk. Zwiedzanie odbywa się w niej przy pomocy specjalnych podestów i tarasów. W części muzealnej prezentowane są najważniejsze przedmioty odkryte podczas badań. Centrum Ochrony Dziedzictwa Kulturowego o powierzchni 8000m² zajmuje się dalszym rozwojem wiedzy na temat przeszłości stanowiska. Znajduje się w nim także teatr. Czwartą częścią muzeum są ogrody, w których rosną między innymi miłorzęby dwuklapowe i metasekwoje.